# Johnny Guitar
Johnny Guitar – amerykański film z 1954 roku w reżyserii Nicholasa Raya. Scenariusz westernu został oparty na podstawie powieści Roya Chanslora.
W 2008 roku film został umieszczony w National Film Registry – liście filmów budujących dziedzictwo kulturowe Stanów Zjednoczonych, do przechowywania w Bibliotece Kongresu.

## Fabuła
Główna bohaterka Vienna (Joan Crawford) to twarda właścicielka saloonu, wybudowanego na obrzeżach miasteczka. Miejscowi, dowodzeni przez Johna McIversa (Ward Bond) i podżegani przez Emmę Small (Mercedes McCambridge), chcą zmusić Viennę do opuszczenia miasta. Nękana kobieta zwraca się o pomoc do byłego kochanka i wytrawnego rewolwerowca, nazywanego Johnny Guitar (Sterling Hayden). Gdy Dancin' Kid i jego grupa napadają na bank, dziewczyna zostaje oskarżona o pomaganie przestępcom a Emma namawia do jej powieszenia. Vienna i Johnny Guitar uciekają w ostatniej chwili. Znajdują schronienie w tajnej kryjówce Dancin' Kida.
Film tylko pozornie oparty jest na klasycznych, westernowych schematach. Nicholas Ray bawi się stroną wizualną filmu, seksualną symboliką oraz męskimi i kobiecymi figurami. Film został w swoim czasie odrzucony w USA, lecz Jean-Luc Godard i inni francuscy nowofalowcy nazwali Raya geniuszem.

## Obsada
- Joan Crawford jako Vienna
- Sterling Hayden jako Johnny Guitar (Johnny Logan)
- Mercedes McCambridge jako Emma Small
- Scott Brady jako Dancin' Kid
- Ward Bond jako John McIvers
- Ben Cooper jako Turkey Ralston
- Ernest Borgnine jako Bart Lonergan
- John Carradine jako Stary Tom
- Royal Dano jako Corey
- Frank Ferguson jako Marshal Williams
- Paul Fix jako Eddie
- Rhys Williams jako Mr. Andrews
- Ian MacDonald jako Pete
- Robert Osterloh jako Sam